# 奧丁衛星
奧丁衛星（Odin）是一顆瑞典發射的衛星，從事天文物理學和高層大氣物理學兩個學科的研究，以北歐神話中的奧丁命名。
在天文物理學領域，奧丁衛星用於輔助研究恆星的形成，直到2007年春天。奧丁衛星目前仍然用於航空觀測，包括探索臭氧層消耗和全球暖化的影響。2019年2月，奧丁衛星慶祝運行18週年，並且仍正常運作。

## 外部連結
- Odin information at Swedish National Space Board
- Odin information at OHB Sweden
- ESA Third Party Missions Overview